# Phytoecia affinis
Phytoecia affinis là một loài bọ cánh cứng trong họ Cerambycidae. Loài này được Harrer miêu tả khoa học lần đầu tiên năm 1784.

## Hình ảnh

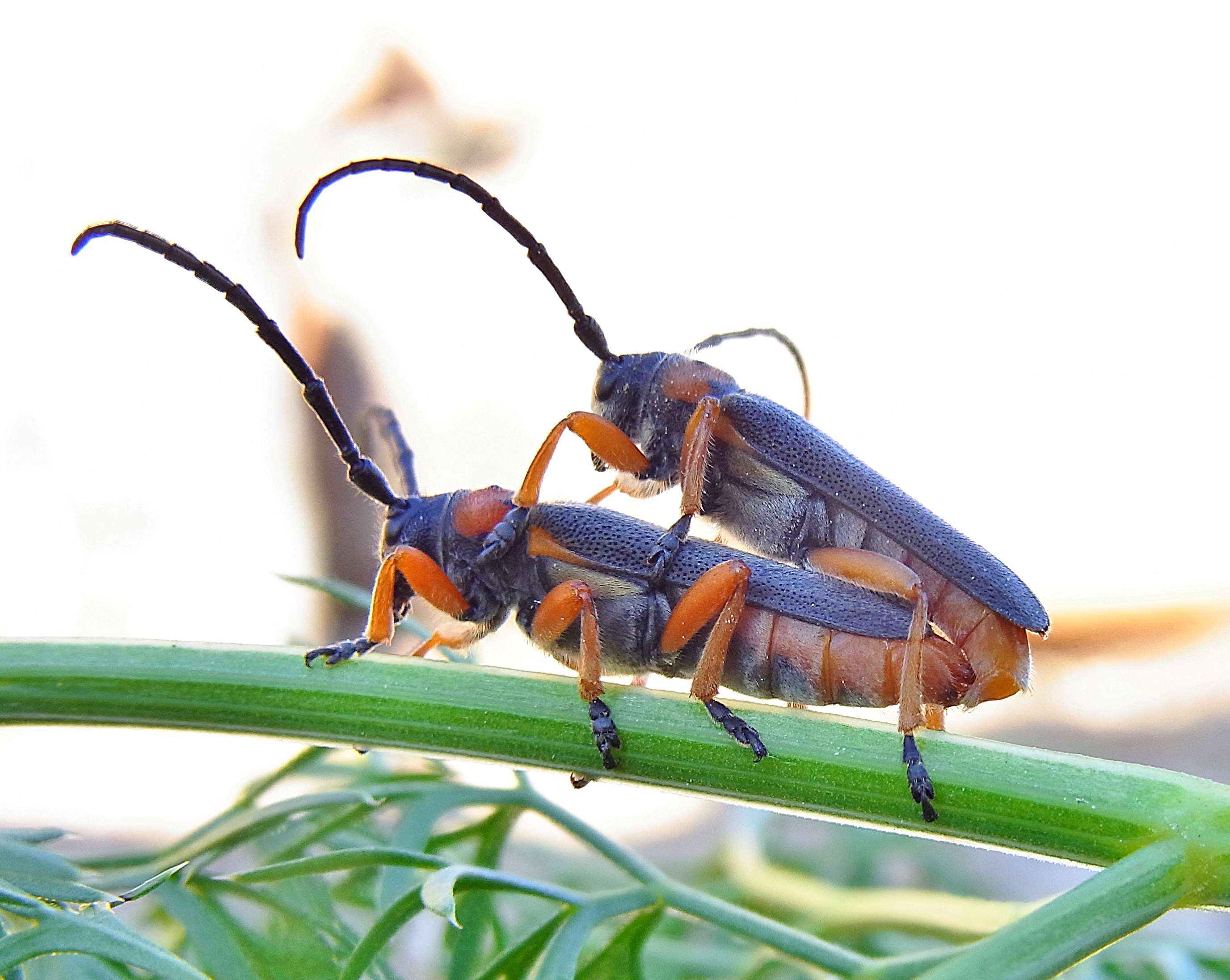
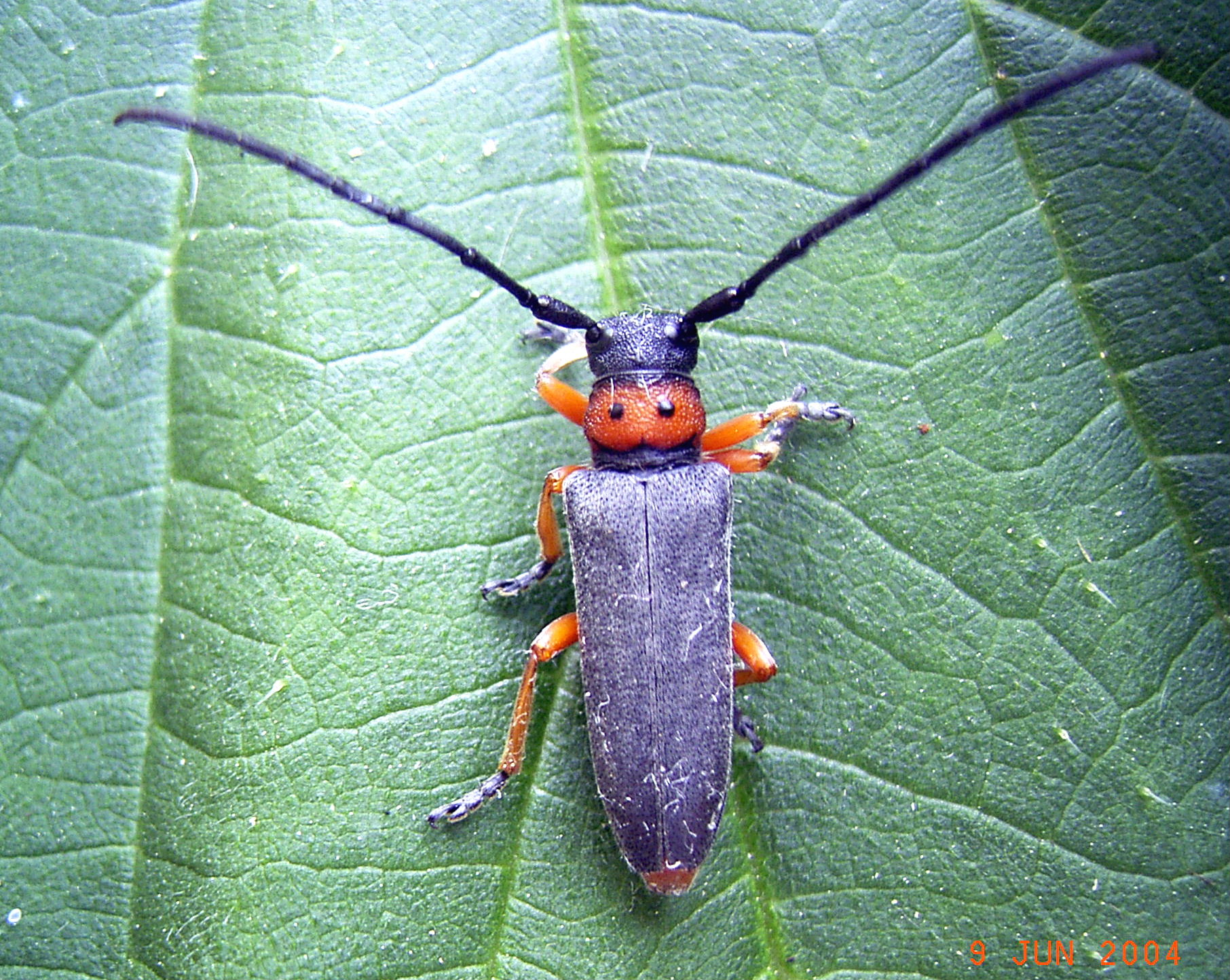